# 8463 Naomimurdoch
8463 Naomimurdoch è un asteroide della fascia principale. Scoperto nel 1981, presenta un'orbita caratterizzata da un semiasse maggiore pari a 3,1982224 UA e da un'eccentricità di 0,1725789, inclinata di 2,66699° rispetto all'eclittica.